# 1915 en santé et médecine
| Années de la santé et de la médecine : 1912 - 1913 - 1914 - 1915 - 1916 - 1917 - 1918    |
| Décennies de la santé et de la médecine : 1880 - 1890 - 1900 - 1910 - 1920 - 1930 - 1940 |

Cet article présente les faits marquants de l'année 1915 en santé et médecine.

## Événements
- 16 mars : en France, loi sur l’interdiction de l’absinthe[1].
- 22 avril :  à 17 h 30, à Ypres, en Belgique, le chimiste allemand Fritz Haber, futur lauréat du prix Nobel, déclenche contre les troupes franco-algériennes la première attaque au chlore : cent quatre-vingts tonnes de gaz libéré depuis des conteneurs statiques tuent entre huit et quatorze cents hommes sur les deux à trois mille intoxiqués[2].
- 7 mai : Émile Schlick dépose le brevet de la canne dite aujourd'hui canne anglaise[3].
- 11 mai : installation à Sainte-Menehould, près de la ligne de feu, de l'« auto-chir A1 », première ambulance chirurgicale automobile mise au point par Maurice Marcille pour le traitement des blessés intransportables[4].

## Prix
- Médaille Copley : Ivan Pavlov (1849-1936) sur la base de ses travaux sur la physiologie de la digestion et des centres supérieurs du système nerveux[5].

## Naissances
- 2 janvier : Joseph Cesari (mort en 1972), chimiste, membre de la French Connection, spécialiste du raffinage de l'héroïne.
- 3 janvier : Mohamed Ben Salem (mort en 2001), médecin et homme politique tunisien.
- 4 janvier : Marie-Louise von Franz (morte en 1998), psychologue suisse, collaboratrice de Carl Jung.
- 11 janvier : Lucille Farrier Stickel (morte en 2007), zoologiste et toxicologue américaine, spécialiste des écosystèmes sauvages et des effets du DDT.
- 14 janvier : Heinz Brücher (mort en 1991), botaniste, anthropologue et généticien nazi, partisan de l'eugénisme et de l'hygiène raciale.
- 16 janvier : Harold Copp (de) (mort en 1998), physiologiste et biochimiste canadien, découvreur de la calcitonine.
- 21 janvier : Josef Oberhauser (mort en 1979), officier SS, participe à la campagne d'euthanasie des handicapés mentaux ou physiques.
- 26 janvier : Robert Aron-Brunetière (mort en 1994), dermatologue français.
- 31 janvier : Claude Dufourmentel (en) (mort en 2012), chirurgien français[6].
- 12 février : Pierre Bourgeois (mort en 1992), médecin et homme politique français.
- 26 février : Peter Medawar (mort en 1987), biologiste britannique, spécialiste du système immunitaire, lauréat du prix Nobel de médecine avec Macfarlane Burnet « pour la découverte de la tolérance immunitaire acquise ».
- 14 avril : Jean-Baptiste Mockey (mort en 1981), pharmacien et homme politique ivoirien.
- 8 mai : Michel Sapir (mort en 2002), psychanalyste français d'origine russe.
- 24 mai : Henri Laubie (mort en 2009), médecin, pharmacien et botaniste français[7].
- 21 décembre : Robert Fabre (mort en 2006, pharmacien et homme politique français.
- 27 décembre : William Masters (mort en 2001), gynécologue et sexologue américain.

Date inconnue
- Abdelkader Barakrok (mort en 2006), médecin et homme politique français.
- Alexis Corre (mort en 2001), dermatologue français.
- Jacqueline Gilardoni (morte en 2001), défenseur du bien-être animal, fondatrice de l'Œuvre d'assistance aux bêtes d'abattoir.
- Paul Guinet (mort en 2012), endocrinologue français[8].
- Edward Lambert (mort en 2003), médecin et physiologiste américain.
- Charles Rick (mort en 2002), botaniste et généticien américain, spécialiste de la biologie de la tomate.
- Raoul Tubiana (mort en 2013), chirurgien français[9].

## Décès
- 4 janvier : Élie Cazanove (né en 1867), médecin français, officier du corps de santé des armées[10].
- 27 janvier : Léonce Chaulet (né en 1867), vétérinaire français, officier du service de santé des armées[11].
- 5 mars : Ernest Onimus (né en 1840), médecin français[12],[13].
- 30 avril : Léon-Henri Thoinot (né en 1858), médecin et microbiologiste français[14].
- 18 septembre : Susan La Flesche Picotte (née en 1865), première femme médecin amérindienne aux États-Unis.
- 12 octobre : Edith Cavell (née en 1865), infirmière britannique.
- 28 octobre : Charles Bouchard (né en 1837), anatomopathologiste, clinicien et biologiste français.
- 18 décembre : Édouard Vaillant (né en 1840), médecin et homme politique français.
- 19 décembre : Aloïs Alzheimer (né en 1864), psychiatre et neuropathologiste allemand, premier à décrire la maladie qui porte aujourd'hui son nom.
- 21 décembre : Jean-Baptiste Martel (né en 1836), pharmacien québécois[15].

Date inconnue
- Ernest Masoin (né en 1844), médecin belge, physiologiste, pathologiste et historien de la médecine.